# الکساندر گروبا
الکساندر گروبا (انگلیسی: Alexander Garuba؛ زادهٔ ۴ مارس ۱۹۹۷) بازیکن فوتبال اهل ایالات متحده آمریکا است.